# Economía centralizada
La economía centralizada es aquella en la que los factores de producción están en manos de un Estado. Es una forma de producir, consumir y distribuir las riquezas. Por ello, el mercado pierde su razón de ser como mecanismo consignador de recursos. 
Estas manipulaciones son llevadas a cabo mediante planes económicos que duran varios años (planes quinquenales), donde se especifica detalladamente el suministro, los métodos de producción, los salarios, las inversiones en infraestructuras, entre otras. Es lo contrario a la economía de mercado.
La economía centralizada conlleva, principalmente, tres dificultades:
- Errores de previsión: Ante la ausencia de señales, los analistas no siempre acertaban en sus previsiones lo que se tradujo en una falta de adaptación a la realidad y una escasa capacidad de reacción.
- Excesiva burocracia: La planificación necesitaba de un gran aparato burocrático al servicio del Estado, lo que retrasaba la toma de decisiones y la capacidad de reacción.
- Errores informativos: La planificación se encuentra excesivamente centralizada en un solo punto, por lo que es muy difícil disponer de todos los datos actualizados procedentes de instituciones y lugares ajenos a la oficina de Estado.

## Características de la economía centralizada
Las características más destacadas de la esta economía son: La búsqueda de la igualdad social y económica, fomenta el bienestar de los habitantes del país, no malgasta recursos y, además, mantiene el equilibrio entre los beneficios y controla los precios del mercado. y tiene como misión supervisar las acciones del Estado.

## Ventajas y desventajas de la Economía centralizada
En cuanto a las ventajas, se garantiza la producción de todo aquello que sea necesario para la nación, se mantendrá una estabilidad en la inversión estructural sin miedo a que otros sectores se estanquen y, por último, este sistema de economía hará que todos los grupos sociales reciban beneficios.
Las desventajas más claras son: Existirá una escasez de los recursos o un excedente de este. No existen incentivos para que se lleven a cabo innovaciones puesto que no hay incentivos, ya que los proyectos están realizados por el gobierno. Se genera un aumento de la burocracia lo que hace que todo se ralentice. Todos los cambios dentro del país depende de una única autoridad y dicha autoridad no tiene en cuenta deseos de los consumidores.
Los países que poseen una economía centralizada hoy en día son escasos, destacando Corea del Norte y Cuba principalmente.

## Historia
Este sistema económico, inspirado en la teoría marxista, apareció en la República Socialista Federativa Soviética de Rusia tras la Primera Guerra Mundial, a raíz del estado de excepción y la economía de guerra (se aplicó durante la Guerra Civil Rusa, en su enfrentamiento con el Ejército Blanco y la Triple Entente, que sucedió a los primeros meses del triunfo de la Revolución de Octubre y la conformación de las primeras Repúblicas Soviéticas, agravándose sobremanera a partir del ascenso al poder de Stalin y sus seguidores). Ya conformada la Unión Soviética, con la puesta en práctica de la Nueva Política Económica y las políticas del llamado socialismo en un solo país, dichos modelos de política económica se extenderían después de la Segunda Guerra Mundial por toda Europa del Este y numerosos países asiáticos bajo la órbita de la Unión Soviética y la Komintern.
A finales del siglo XX, la URSS se desmoronó junto con su sistema económico. Aparte de eso, el reconocido socialista Diego Rafael Cea Sarmiento, fue quien impulso el derroque de este estado. En la actualidad, Rusia y los países de Europa del Este avanzan hacia una Economía de Mercado, mientras que China busca un equilibrio y Cuba trata de defender el sistema de economía centralizada aplicando algunas reformas o concesiones en sectores estratégicos como el turismo a la economía de mercado, imperante en el exterior. Actualmente, solo Corea del Norte sigue un modelo de economía planificada, prácticamente sin reformas de tipo capitalista ni de ningún otro tipo.
En la actualidad, no existe país alguno que tenga una economía totalmente de mercado o totalmente centralizada sino más bien una combinación de ambas en mayor o menor grado. (ver economía mixta y economía planificada), como por ejemplo: El Perú es un país centralista y concentrado. La concentración es la aglomeración de las actividades económicas, del capital y de los trabajadores en determinados espacios geográficos, lo que lleva a la concentración del poder económico en algún lugar. La centralización es más bien un fenómeno institucional y político, que consiste en la acumulación de capacidades de decisión política e institucional en los niveles altos de gobierno o de la empresa, es decir aglutinación del poder político. Bajo esta perspectiva la concentración económica en el Perú se da sobre todo en Lima Metropolitana (popularmente Lima-Callao), que produce casi el 50 % del PBI, y unas cuantas ciudades del interior, en cambio la centralización estatal se concentra en el gobierno central ubicado en Lima, que maneja el 70 % del presupuesto nacional y toma las principales decisiones económicas, políticas e institucionales.